# ليمبو

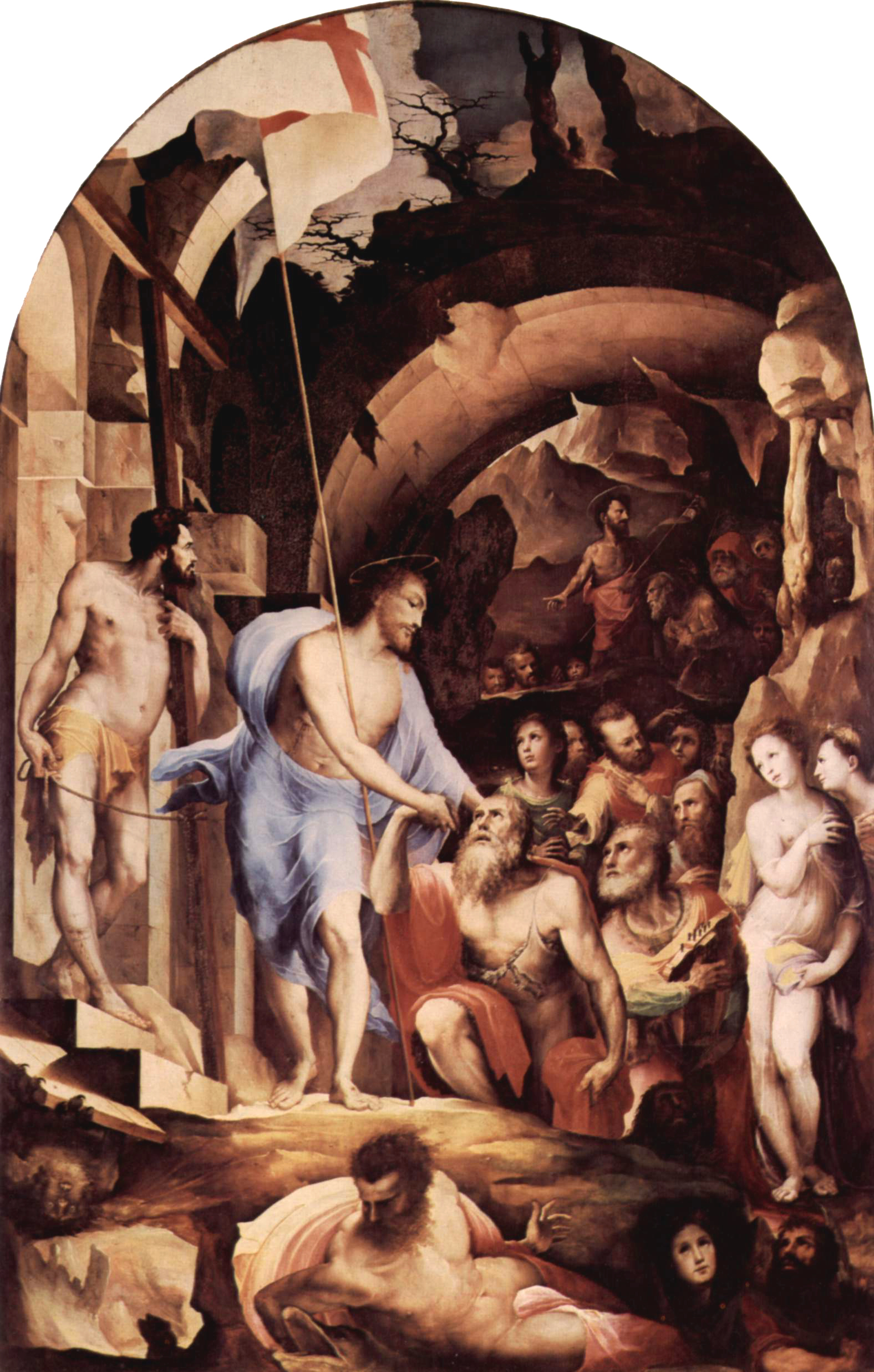
المسيح ينزل إلى ليمبو

الليمبو أو الأعراف أو دهليز جهنم (بالإنجليزية: Limbo)‏ في المسيحية، هو المكان الذي تذهب إليه أرواح من ماتوا ولم يتم تعميدهم، خاصة الأطفال. وهو مكان قبل الجحيم ومعناه «الشفاء»، وهو مخصص لأرواح الأطفال الذين يتوفاهم الله قبل أن يعمدوا وأرواح الوثنيين الفاضلين، ممن عاشوا قبل المسيحية.

## الكوميديا الإلهية
وصف دانتي في الكوميديا الإلهية الليمبو على النحو التالي: «وفي الليمبو توجد أرواح الأطفال الذين لم يعمدوا، وأرواح العظماء والابطال وأصحاب الفضائل من العالم الوثني، وخاصة شعراء وفلاسفة الإغريق والرومان الذين عاشوا قبل مجيء المسيح، وهم لم يرتكبوا إثمًا عندما ماتوا دون أن يؤمنوا به، ولكنه هو الذي يمكنه أن يخلصهم».